# Frontisme
Frontisme is een politieke tactiek waarbij men aansluiting zoekt bij willekeurige welke andere partijen om een front tegen een gezamenlijke vijand te vormen om daarmee een specifiek doel te bereiken. 
Frontisme werd door Lenin gepropageerd en is sindsdien als tactiek voornamelijk gebruikt door marxistisch-leninistische partijen.
Traditionele, linksgeoriënteerde frontbewegingen noemen zich veelal volksfront. De bekendste volksfronten ontstonden in de jaren 1930 in Frankrijk en Spanje om het opkomende fascisme in Europa een halt toe te roepen. Het cordon sanitaire in de Belgische politiek, gericht tegen de verdere opkomst van het Vlaams Blok/Vlaams Belang, is ook op te vatten als een vorm van frontisme.

## Rechts frontisme
Rechts frontisme ontstond in Frankrijk in de jaren zeventig van de 20e eeuw als reactie op het verondersteld falende regeringsbeleid op het gebied van immigratie (l'immigration), veiligheid op straat (l'insécurité) en werkloosheid (le chômage). Rechts frontisme kenmerkt zich vooral door nationalistische en soevereinistische motieven, die soms gepaard gaan met vreemdelingenhaat.
Rechtsgeoriënteerde frontbewegingen noemen zich veelal nationaal front, maar er zijn ook linkse bewegingen die die naam voeren of voerden. In het socialistische Oost-Europa hadden vrijwel alle landen een "Nationaal Front" als koepelorganisatie voor de belangrijkste politieke en maatschappelijke organisaties.